# Petrocephalus wesselsi
Petrocephalus wesselsi är en fiskart som beskrevs av Kramer och Van der Bank 2000. Petrocephalus wesselsi ingår i släktet Petrocephalus och familjen Mormyridae. IUCN kategoriserar arten globalt som livskraftig. Inga underarter finns listade i Catalogue of Life.